# 563 Зулейка
563 Зулейка (563 Suleika) — астероїд головного поясу, відкритий 6 квітня 1905 року Паулєм Ґьотцом у Гейдельберзі.